# De gortteller
De gortteller, ook De gortenteller genoemd, is een schilderij door de Noord-Nederlandse schilder Pieter van Beeck.

## Voorstelling
Het stelt een oude man en vrouw voor in een interieur. De man is zittend afgebeeld met een aardewerken pot tussen zijn knieën. Met zijn linkerhand telt hij daarin de gortkorrels. Links van hem staat zijn vrouw met opgeheven vingertje en met haar rechterhand op de schouder van de man. Ze kijkt in de richting van de toeschouwer. Voor haar staat een ton. Op de grond liggen een potscherf, mosselschelpen en een platte muts.

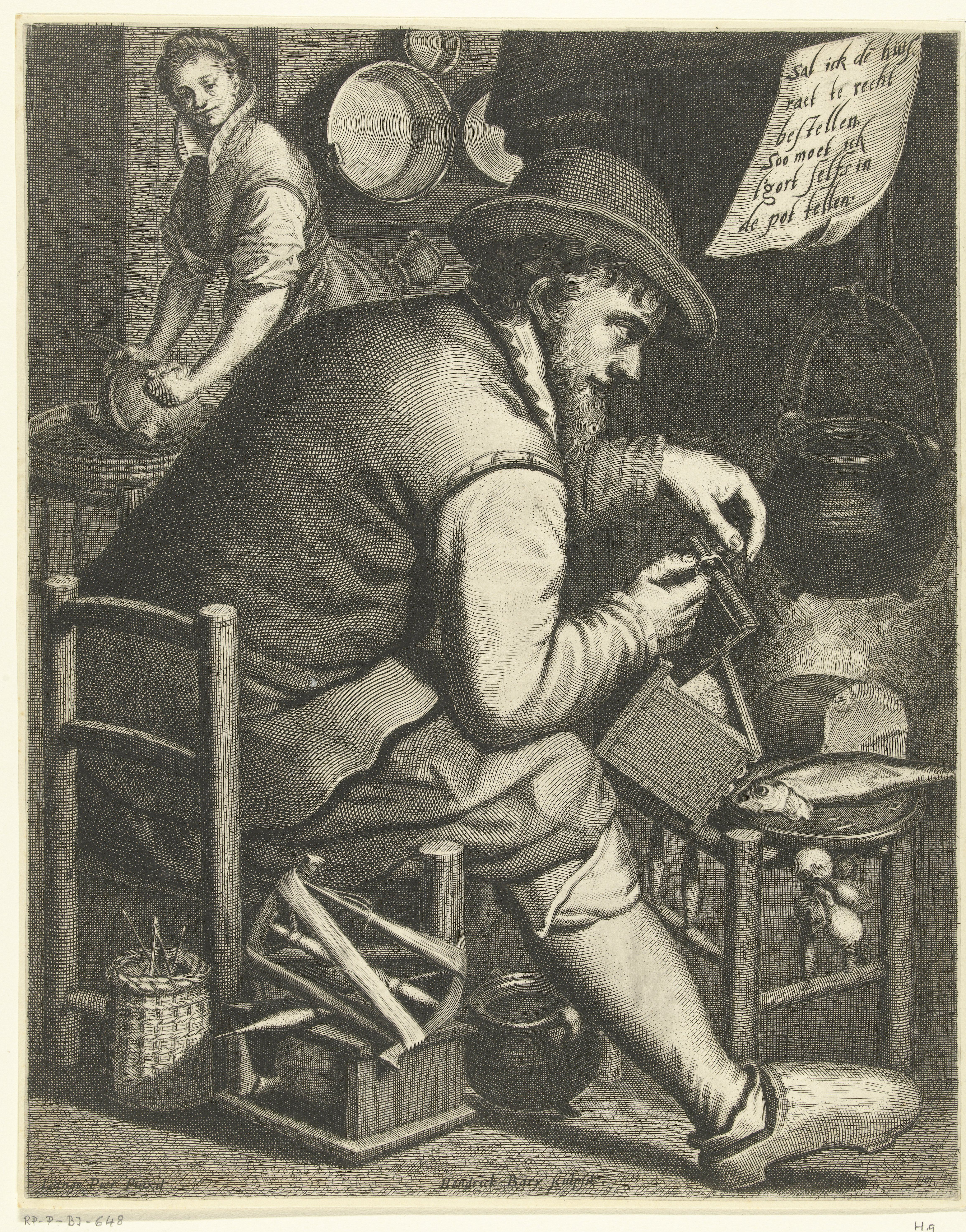
Hendrik Bary (naar Pieter Pietersz.). Een zuinige huisvader. 1657-1707. Amsterdam, Rijksmuseum Amsterdam.

Een gortenteller is een oude bijnaam voor een gierig persoon. In de Nederlandse spreekwoorden, spreekwijzen, uitdrukkingen en gezegden van F.A. Stoett wordt de gortenteller omschreven als ‘een krenterige kerel, gierigaard, en later een man, die zich met de kleine aangelegenheden van de huishouding bemoeit, een keukenpiet, een keukenklouwer, een hennetaster, ook wel een erwtenteller of een zouttelder genoemd’.
In de beeldende kunst van de 16e en 17e eeuw komt de gortenteller enkele malen voor als motief voor een gierig persoon. Van de Amsterdamse schilder Pieter Pietersz. is een gortenteller bekend met het opschrift ‘Sal ic den huisraet te rechten bestellen Soo moet ick tgort self in den pot tellen’. Dit schilderij is later door Hendrik Bary in prent gebracht. Ook van Wallerant Vaillant is een prent met een gortenteller bekend.

## Toeschrijving en datering
Het schilderij is rechtsonder op het bankje gesigneerd ‘P. beeck’. In de literatuur wordt deze signatuur op verschillende manieren geïnterpreteerd. Abraham Bredius brengt hem in verband met de Leidse schilder Pieter Baltensz. van der Beecq (overl. 1631). Latere auteurs, onder wie Liesbeth Helmus, plaatsen het werk in het derde kwart van de 17e eeuw en schrijven het toe aan de schilder Pieter van Beeck, die door Immerzeel en Kramm genoemd worden als genreschilder in 1681.

## Herkomst
Het werk was tot 1815 in het bezit van de Teekenacademie in Utrecht, toen het stilzwijgend in het bezit van de gemeente Utrecht overging. Van 1815 tot 1830 en van 1872 tot 1911 werd het door de gemeente in bruikleen gegeven aan Genootschap Kunstliefde, die het in hun museum onderbracht. In 1921 werd het in eigendom overgedragen aan het Centraal Museum.